# Сульфид кобальта(II)
Сульфи́д ко́бальта(II) — бинарное неорганическое соединение, соль металла кобальта и сероводородной кислоты с химической формулой CoS, серые кристаллы, нерастворимые в воде.

## Нахождение в природе
В природе встречается минерал джайпурит — β-CoS с различными примесями.

## Получение
Сплавлением порошка кобальта и серы:
{\displaystyle {\mathsf {Co+S\ {\xrightarrow {475-700^{o}C}}\ CoS}}.}
Осаждением растворимой соли двухвалентного кобальта, например, хлорида кобальта(II) гидросульфидом аммония, при этом образуется α-CoS:
{\displaystyle {\mathsf {CoCl_{2}+NH_{4}HS\ {\xrightarrow {}}\ CoS\downarrow +NH_{4}Cl+HCl}}.}
Осаждением растворимой соли двухвалентного кобальта кобальта сероводородом в растворе с уксусной кислотой:
{\displaystyle {\mathsf {CoCl_{2}+H_{2}S\ {\xrightarrow {}}\ CoS\downarrow +2HCl}}.}
Восстановлением сульфата кобальта углеродом (коксом):
{\displaystyle {\mathsf {CoSO_{4}+2C\ {\xrightarrow {T}}\ CoS+2CO_{2}}}.}

## Физические свойства
Сульфид кобальта(II) имеет несколько аллотропных модификаций:
- α-CoS, чёрный аморфный осадок.
- β-CoS, серые кристаллы, гексагональная сингония, пространственная группа P 63/mmc, параметры ячейки a = 0,3385, c = 0,5213 нм, Z = 2.
- γ-CoS, неустойчивая ромбоэдрическая модификация.

В виде порошка пирофорен.
Не растворяется в воде, р ПР = 19,75.

## Химические свойства
Разлагается при сильном нагревании:
{\displaystyle {\mathsf {CoS\ {\xrightarrow {1160^{o}C}}Co+S}}.}
Реагирует с разбавленными кислотами:
{\displaystyle {\mathsf {CoS+2HCl\ {\xrightarrow {}}\ CoCl_{2}+H_{2}S\uparrow }}.}
Окисляется горячей концентрированной азотной кислотой:
{\displaystyle {\mathsf {CoS+8HNO_{3}\ {\xrightarrow {90^{o}C}}\ CoSO_{4}+8NO_{2}\uparrow +4H_{2}O}}.}
Во влажном состоянии медленно окисляется кислородом воздуха:
{\displaystyle {\mathsf {4CoS+O_{2}+2H_{2}O\ {\xrightarrow {\tau }}\ 4CoS(OH)}}.}
При нагревании окисляется кислородом воздуха:
{\displaystyle {\mathsf {6CoS+10O_{2}\ {\xrightarrow {680^{o}C}}\ 2Co_{3}O_{4}+6SO_{2}}}.}

## Применение
Применяется в органическом синтезе в качестве катализатора для гидрирования под давлением органических соединений.